# کارگروه خدمات پیشگیرانه در ایالات متحده
کارگروه خدمات پیشگیرانۀ ایالات متحده (انگلیسی: United States Preventive Services Task Force) گروه مستقلی است که بررسی‌های خود را بر پایهٔ شواهد انجام می‌دهد. این کارگروه توسط وزارت بهداشت ایالات متحده تأسیس شد.
این کارگروه توصیه‌هایی را برای بیمارین ارائه می‌دهد که بر اساس اهمیتی که دارند آنها را با حروف A, B, C, D یا I دسته‌بندی می‌کند.
این کارگروه در سال 2012، پادگن ویژه پروستات را برای سرطان پروستات توصیه نمود. همچنین در بیماری سیفلیس بر غربالگری جهانی همه زنان باردار به شدت تاکید دارد.